# Большое почтовое отделение
Большое почтовое отделение (тур. Büyük Postane) — крупнейшее почтовое отделение Турции, расположенное в квартале Сиркеджи, в стамбульском районе Эминёню (муниципальный район Фатих). Оно было построено в 1905—1909 годах по проекту архитектора Ведата Тека в первом турецком национальном архитектурном стиле. В четырёхэтажном здании располагаются Центральное почтовое отделение Сиркеджи (тур. Sirkeci PTT Merkezi), офисные помещения региональной администрации, а также с 2000 года Стамбульский музей почты (тур. PTT İstanbul Müzesi).

## История
Изначально планировалось построить здание Министерства почты и телеграфа Османской империи, его строительство началось в 1905 году и было завершено в 1909 году. Сохранившаяся надпись, выполненная османским письмом на плиточной панели, находящаяся над главным входом, переводится как «Министерство почты и телеграфа» (осман. پوسته و تلغراف نظارتی‎). В 1930-х годах, через некоторое время после создания Турецкой Республики, здание получило название «Новое почтовое отделение» (тур. Yeni Postane), а впоследствии — «Большое почтовое отделение» (тур. Büyük Postane).
В 1927—1936 годах, в первые годы Турецкой Республики, в здании временно размещалось Стамбульское радио. С 1958 года оно использовалось исключительно для оказания почтовых и телеграфных услуг. Ныне на первом этаже работает почтовое отделение Сиркеджи, второй занимает его дирекция, а третий и четвёртый — офисы регионального почтового управления европейской части Стамбула.
6 мая 2000 года часть здания была отдана и переоборудована под Стамбульский почтовый музей, занимающий четыре этажа. Музей знакомит своих посетителей с историей развития связи и телекоммуникационных услуг в Турции, которая официально ведёт своё начало с 23 октября 1840 года. Музей состоит из четырёх отделов, посвящённых почте, телеграфу, телефону и почтовым маркам.

## Архитектура
Большое почтовое отделение располагается неподалёку от Египетского базара, Новой мечети, железнодорожного вокзала Сиркеджи и Стамбульского 4-го вакыф-хана, который ныне занимает пятизвёздочный отель. Здание Большого почтового отделения было построено по проекту архитектора Ведата Тека (1873—1942) и представляет собой один из самых ранних образцов первого турецкого национального архитектурного стиля.
Четырёхэтажное здание занимает площадь в 3200 м². К главному входу ведёт лестница. По бокам здания располагаются две башенки. Фасад выполнен из отёсанного камня и мрамора. Считается, что Ведат Тек для Большого почтового отделения придумал специальные кирпичи. В украшении здания преобладают классические османские декоративные элементы в стиле XVI века, к которым относятся фасад с двухцветной каменной отделкой, плиточные панели с исламскими геометрическими узорами и куфическими надписями, подоконники с плиточными панелями, а также мукарны в верхних частях колонн и консолях.
Главный вход ведёт в просторный атриум в центре здания, представляющий собой трёхэтажный зал прямоугольной формы, окружённый офисными помещениями на каждом из этажей. Атриум увенчан стеклянный потолок преимущественно оранжевого и синего цветов.

## Галерея

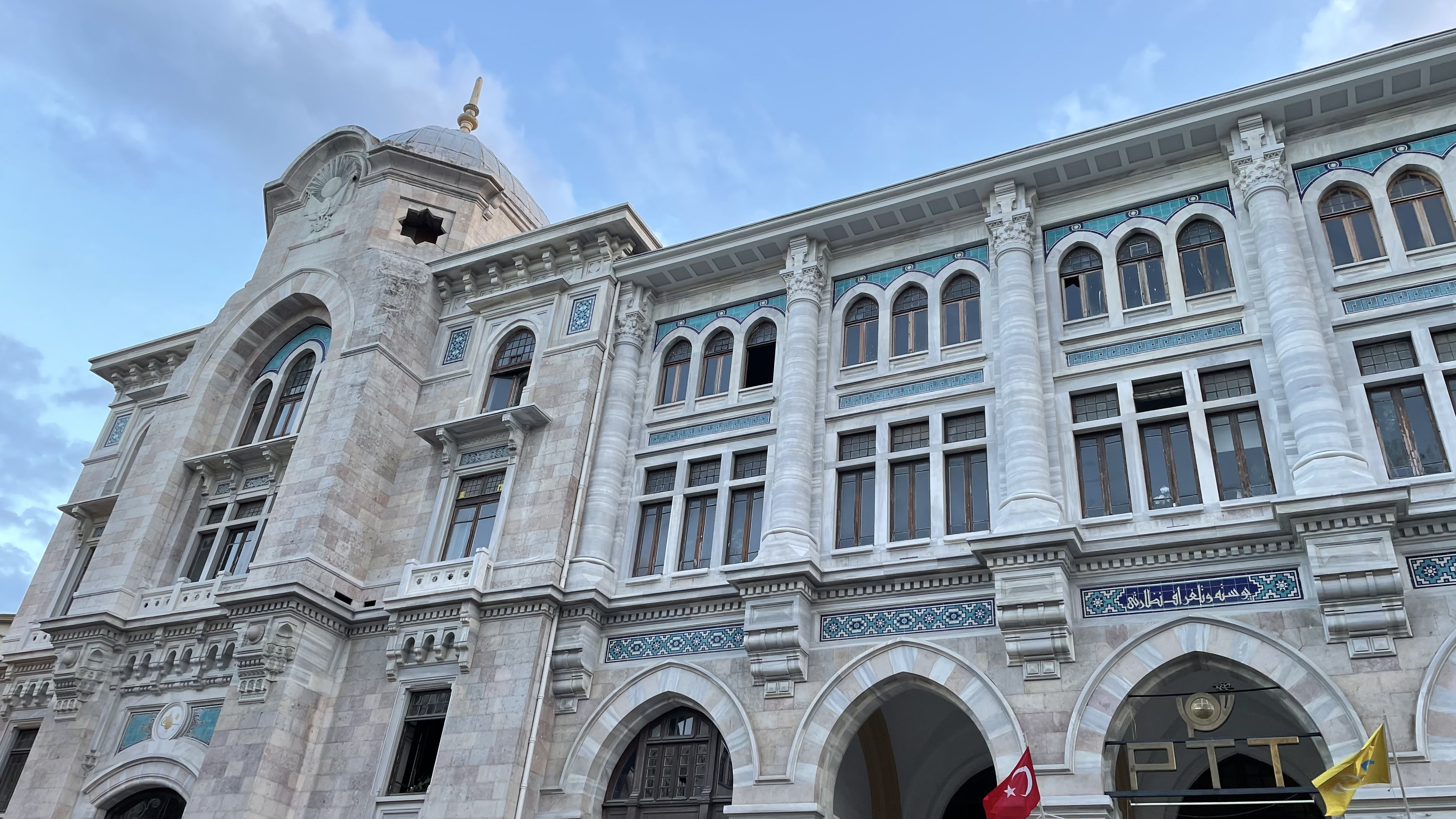
Внешний вид здания
Интерьер
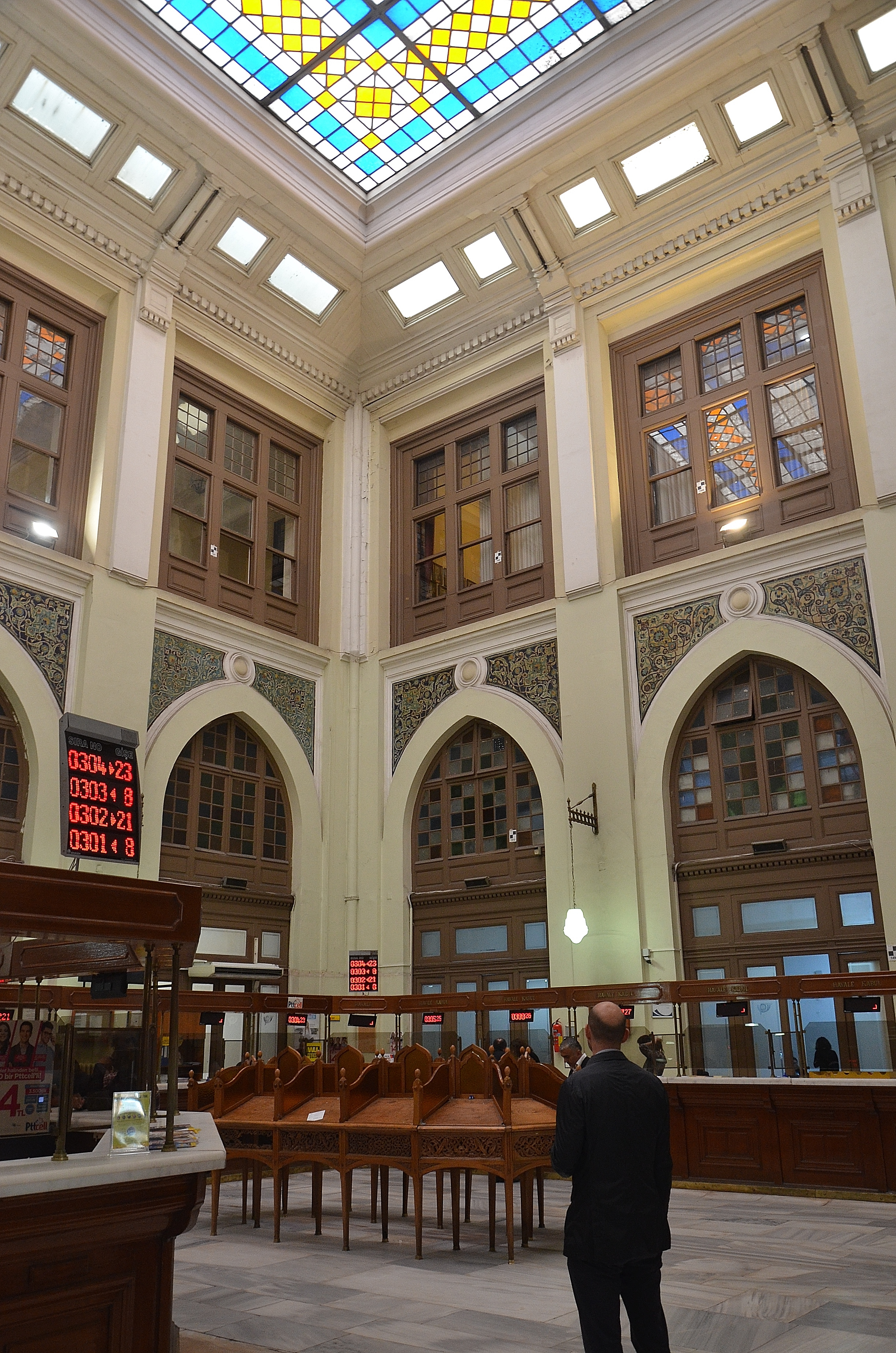
Интерьер
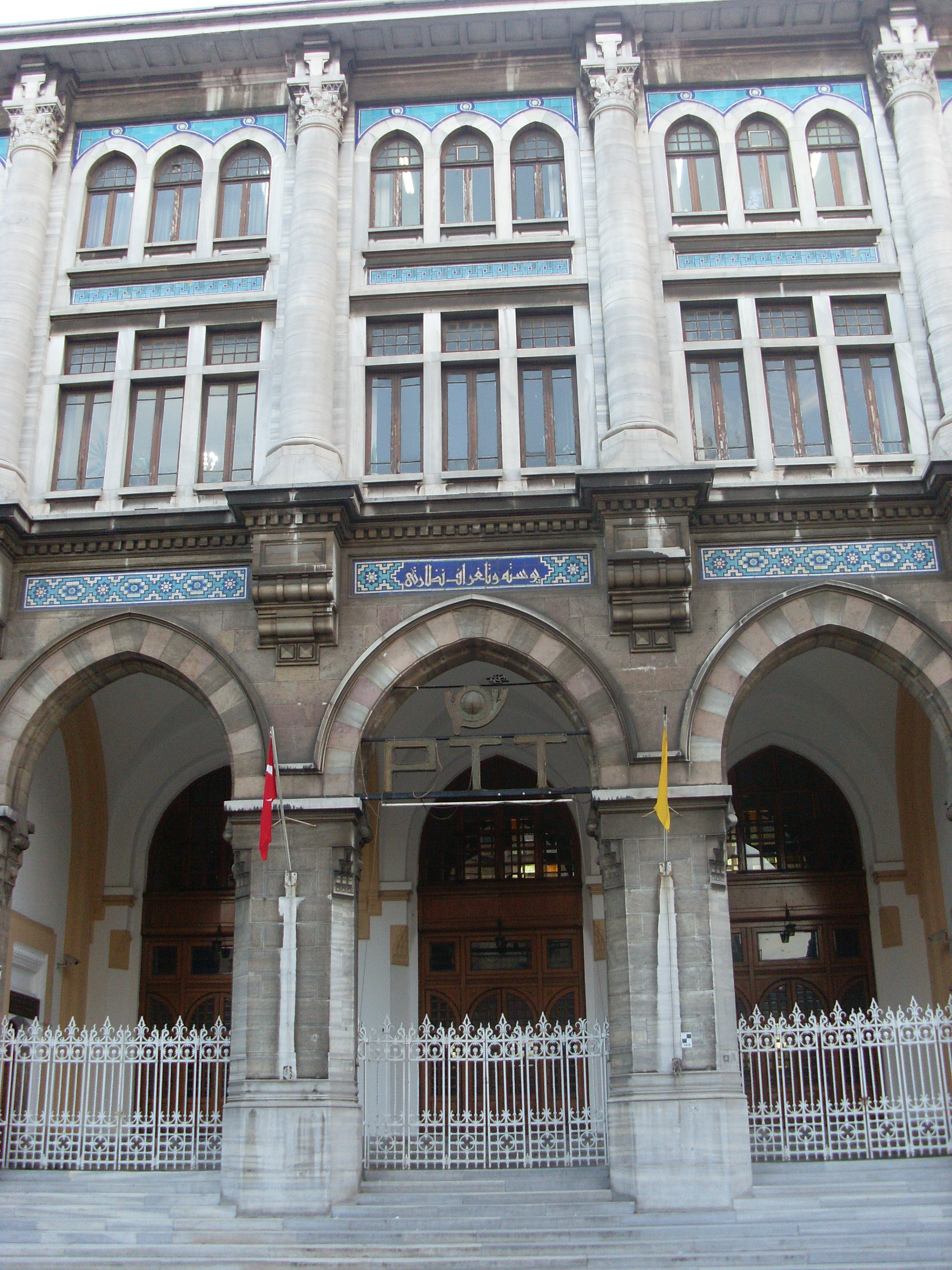
Главный вход с надписью над ним